# 不會犯錯的人
《不會犯錯的人》（羅馬化：Khon Mai Khoei Phit）是由一部真實故事改編的迷你劇集，為《星期五俱樂部》第16季之「熱戀問題」（Hot Love Issue）中的單元劇集。此劇由CHANGE2561出品，苼楠塔茬·塔納潘披散、普姆帕特·伊安查芒及永瓦蕾·阿尼柏恩領銜主演。2024年8月9日至9月13日，每週五晚間9時30分於One 31首播，觀眾亦可透過網播平台Viu觀看重播。

## 劇情簡介
這是關於第三者Mimi（苼楠塔茬·塔納潘披散 飾）的故事。她會成為小三，是因為她不知道她的男朋友Vegas（普姆帕特·伊安查芒 飾）已經結婚的事實，也因為Vegas對其的猛烈追求，害她誤會Vegas單身，倘若他已經結婚，他就不會追求她。但某天，她卻意外撞見Vegas和妻子Plaifon（永瓦蕾·阿尼柏恩 飾）在餐廳甜蜜用餐的場景......Vegas告訴咪咪，他將與Plaifon離婚，至於他和Plaifon一起吃飯，是為了商討離婚事宜，於是Mimi打電話向P'Oy和 P'Chod諮詢。
P'Oy和 P'Chod告訴Mimi：「我們的愛不該傷害別人，失去一個滿口謊言的男人，遠比佔有他更有價值。」但她沒有聽取勸戒，並堅持自己沒有錯，錯的是Vegas的妻子Plaifon。她明知道Vegas與她偷情，但Plaifon卻沒有採取任何行動，所以錯的是Plaifon，而不是她。接下來的故事會如何發展，敬請拭目以待。

## 演員陣容
註：括號內的演員姓名為小名。

### 主要演員
- 苼楠塔茬·塔納潘披散（英语：Sananthachat Thanapatpisal）（Fon） 飾演 Mimi（Mi）

美妝直播主。
- 普姆帕特·伊安查芒（Up） 飾演 Vegas（Gas）
- 永瓦蕾·阿尼柏恩（Fah） 飾演 Plaifon（Fon）

Vegas的妻子。

### 其他演員
- 楠娜帕·帕塔納帕賽（Fung） 飾演 Som-O（Som）

Vegas的秘書，與Vegas有一腿。
- 納塔農·平洛吉拉堤（Napat） 飾演 Jo

Mimi的朋友，單戀Mimi。

## 外部連結
- MyDramaList上的《不會犯錯的人 （页面存档备份，存于）》（英文）

## 電視節目的變遷
| 泰國 One 31 星期五 21:15－22:30              | 泰國 One 31 星期五 21:15－22:30              | 泰國 One 31 星期五 21:15－22:30 |
| -------------------------------------------- | -------------------------------------------- | ------------------------------- |
|                                              | 不會犯錯的人 （2024年8月9日－2024年9月13日） |                                 |
| 至死不渝的愛 （2024年7月5日－2024年7月26日） | 當家庭悲劇開始時 （2024年9月20日－）         |                                 |